# Sibylla av Sachsen-Lauenburg
Sibylla av Sachsen-Lauenburg, född 21 januari 1675, död 10 juli 1733, var markgrevinna och regent av Markgrevskapet Baden-Baden 1707–1727 som förmyndare för sin son, markgreve Ludvig Georg av Baden-Baden. 

## Biografi
Sibylla av Sachsen-Lauenburg var dotter till hertig Julius Frans av Sachsen-Lauenburg och Hedwig av Pfalz-Sulzbach och gift 1690 med markgreve Ludvig Wilhelm av Baden-Baden, vilken hade tillnamnet Türkenlouis ("Turk-Ludvig") på grund av sin kamp mot osmanerna under sin tjänst i den österrikiska armén. Sibylla åtföljde maken under hans fälttåg.
Vid makens död 1707 blev hon statens regent som förmyndare för hans efterträdare, hennes omyndige son. Som regent ledde hon framgångsrikt återuppbyggnaden av Baden efter statens förstörelse under kriget med Frankrike och kunde då hennes mandatperiod tog slut vid sonens myndighetsförklaring överlämna en blomstrande och välskött stat med god ekonomi. Hon ledde en lång rad byggnadsprojekt, höll en strikt kontroll på ekonomin och upprätthöll ett livligt utbyte med andra potentater.
År 1727 drog hon sig tillbaka till slottet Ettlingen och ägnade sig åt religion, välgörenhetsprojekt och pilgrimsresor.